# Killyneary
 Killyneary (en irlandais : Coill an Aoire signifiant « Le bois du berger ») est un townland dans la paroisse civile de Templeport, comté de Cavan, en Irlande. Il se situe dans la paroisse catholique romaine de Templeport et la baronnie de Tullyhaw.

## Géographie
Killyneary est limitée au nord par la localité de Brackley, Templeport, à l'ouest par Derrymony, au sud par Erraran et Bawnboy et à l'est par Carrick East.
Le lac de Brackley Lough, les plantations forestières, les ruisseaux, les puits creusés et un puits de source constituent des atouts caractéristiques pour le townland.
Killyneary est traversé par la route nationale N87, des routes secondaires et des voies rurales.
Le townland couvre une superficie de 152 acres (62 ha).

## Toponymie
La carte des baronnies de 1609 mentionne le townland comme Killinirie.
Le Commonwealth Survey de 1652 indique Killeneary.
La carte du Down Survey de 1665 le décrit comme Carronary.
La liste des baronnies et paroisses de 1790 de Cavan Carvaghs indique le nom Killenery.

## Histoire
Le Commonwealth Survey de 1652 indique que le propriétaire est Le Commonwealth d'Angleterre et le locataire, William Lawther, qui apparaît également comme locataire de plusieurs autres townlands de Templeport dans le même document.
Les Hearts Money Rolls de 1662 ne montrent pas de contribuables au titre de la Hearth Tax à Killyneary.
Dans le registre de Templeport de 1761, deux personnes seulement étaient autorisées à voter à Killyneary aux élections générales irlandaises de 1761 : Henry Pratt et Richard Jackman. Ils avaient droit à deux votes. Les deux ont voté pour Lord Newtownbutler (plus tard Brinsley Butler, 2e comte de Lanesborough) qui a été élu député pour le comté de Cavan et pour George Montgomery de Ballyconnell qui a perdu l'élection.

## Démographie
Les rôles de la dîme pour 1827 énumèrent neuf payeurs de taxes du townland.
En 1841, la ville comptait 33 habitants, soit 18 hommes et 15 femmes. Six maisons étaient habitées.
En 1851, la ville comptait 34 habitants, soit 16 hommes et 18 femmes. Cinq maisons, toutes habitées.
L'évaluation de Griffith de 1857 répertorie sept propriétaires terriens dans le townland.
En 1861, la ville comptait 37 habitants, soit 20 hommes et 17 femmes. Parmi les six maisons, toutes étaient habitées.
En 1871, la ville comptait 33 habitants, soit 14 hommes et 19 femmes. Parmi les six maisons, toutes étaient habitées.
En 1881, la ville comptait 31 habitants, soit 14 hommes et 17 femmes. Sept maisons, dont l'une était inhabitée.
En 1891, on comptait 25 habitants, soit 8 hommes et 17 femmes pour six maisons, dont une inhabitée.
Au recensement de l’Irlande de 1901, cinq familles sont répertoriées dans le townland et dans celui de 1911, il n'y a que trois familles.